# Ego (песма Бијонсе Ноулс)
„Ego“ је песма америчке певачице Бијонсе Ноулс. године, као први сингл са албума „I Am... Sasha Fierce Deluxe Edition“.